# William Blakeney

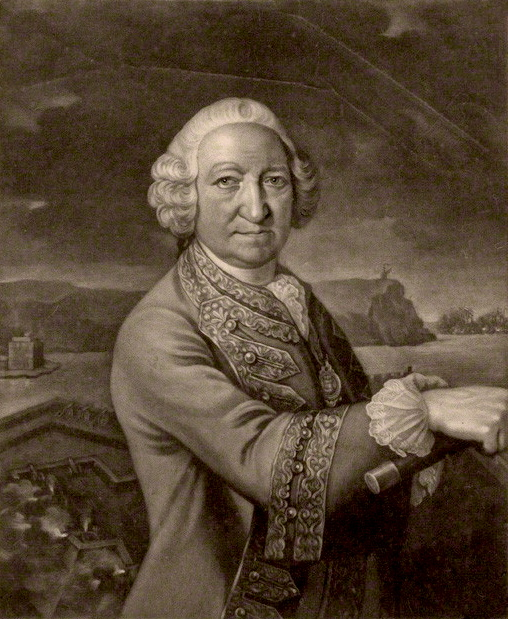
Lord Blakeney

William Blakeney, 1.º Barão Blakeney, KB (1672 – 10 de setembro de 1761) foi um militar britânico. Lutou na Guerra de Sucessão Espanhola, na Guerra da orelha de Jenkins. Foi nomeado pelo rei Jorge II da Grã-Bretanha governador de Minorca.